# Travessera de les Corts

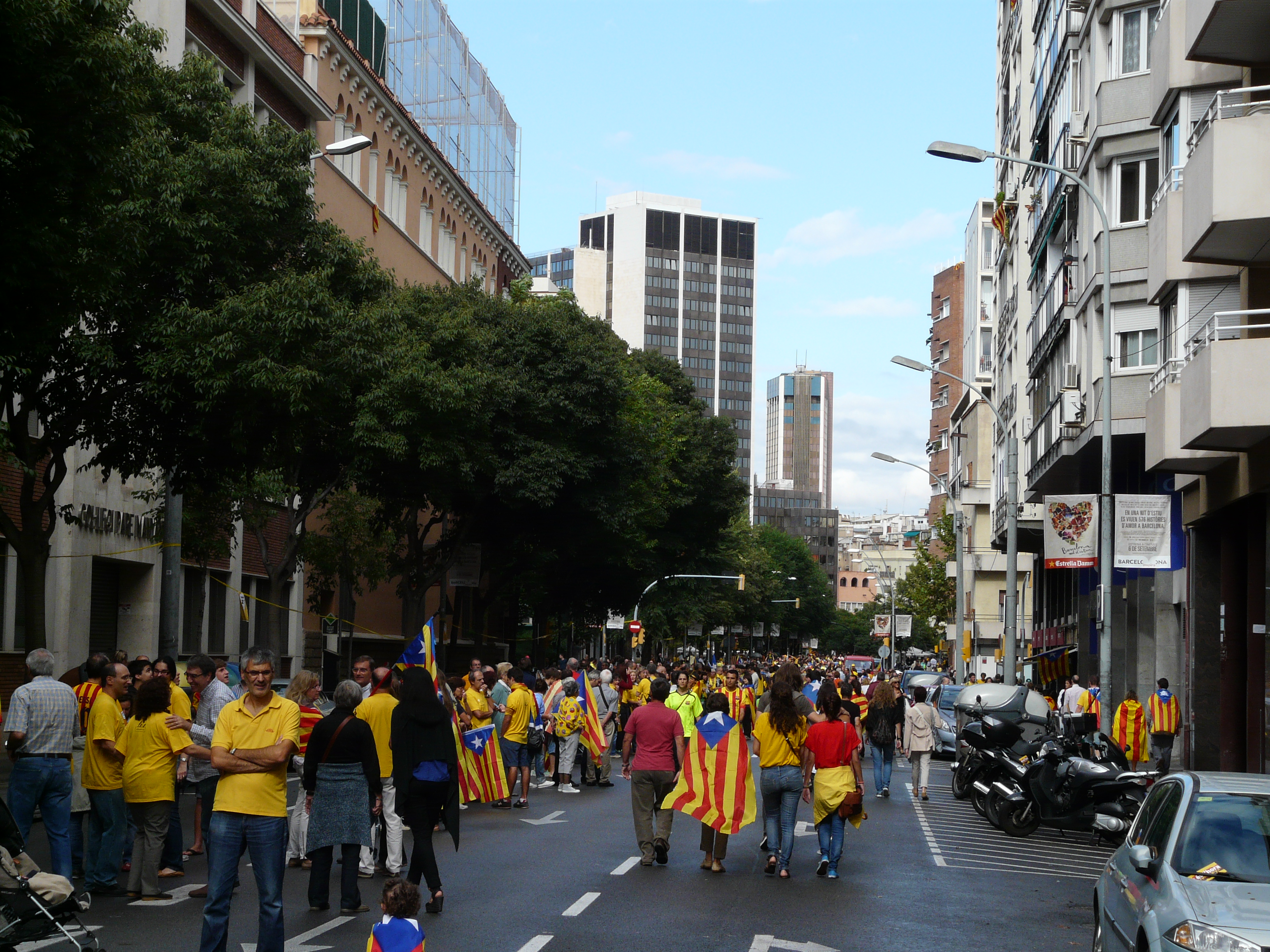
El tram inicial de la Travessera, tocant a l'avinguda de Sarrià

La Travessera de les Corts és un carrer de Barcelona que travessa tot el barri de les Corts, entre la Carretera de Collblanc i la Plaça Doctor Ignasi Barraquer, al costat de l'Avinguda de Sarrià.

## Intervencions arqueològiques
En aquest carrer s'han realitzat diverses intervencions arqueològiques:

### Anys 50-60 segle XX
L'any 1959 aprofitant l'obertura d'una rasa per la companyia d'aigües a la Travessera de les Corts, quedaren al descobert un grup d'enterraments d'inhumació que s'estenien des del carrer Galileu fins al carrer Joan Güell. La rasa feia 98 m de llarg i poc més de dos metres de profunditat. En el moment de fer la descoberta ja s'havien obert 20 m de rasa amb la consegüent destrucció de moltes de les sepultures. Varen ser localitzades i descrites en planta 15 inhumacions, sis de les quals s'excavaren. De les sis tombes que van poder excavar-se, dues d'elles tenien aixovar que permeté, precisar la seva datació, entre els segles I i III dC. La tipologia de les sepultures incloïa les cobertes de tègules a doble vessant, en forma de caixa, cobertes amb una simple filera de tègules i simples fosses excavades a terra. El nivell de necròpolis se situava entre 1 metre i 1,40 metres de fondària (en un punt, a 1,70 metres). Hi havia força distància entre elles i no hi havia una única orientació.

### 2001
L'any 2001 es va realitzar una intervenció arqueològica preventiva a la finca ubicada als números 245-247 de la Travessera de les Corts cantonada amb el carrer Galileu número 304. Aquesta estava motivada per la construcció d'un bloc de pisos amb locals comercials i aparcament. La intervenció va consistir en la realització de dues rases; la primera es va realitzar a la banda nord de la finca, discorrent en sentit est-oest a partir del mur de suport del bloc adjacent i la segona, paral·lela a l'anterior, s'obrí arran de la façana de la finca. En les dues rases es va assolir una profunditat més de 4 metres de profunditat en relació amb el sòl actual del carrer. Els resultats arqueològics no van permetre documentar restes relacionades amb la necròpolis romana adjacent o la via romana que suposadament discorria per l'actual Travessera.

### 2005
La intervenció arqueològica realitzada la Travessera de les Corts, consistent en el seguiment de l'obertura de sondatges previs i d'una rasa per documentar la possible presència de restes arqueològiques, va concloure amb resultats negatius. La rasa realitzada, de 273 m., comptava amb una amplada d'entre 40 i 80 cm. i una profunditat de 90 cm. El control de les obres no proporcionà cap mena de resta arqueològica. Les mateixes característiques de la intervenció; l'escassa profunditat a què s'instal·là la canalització, la reduïda amplada de les rases i l'abundant presència de serveis, dificultaren l'obtenció de resultats. Els resultats negatius, però, són vàlids únicament fins a la profunditat màxima que es va assolir durant el desenvolupament de l'obra.